# PocketBook InkPAD X
PocketBook Inkpad X   — електронна книга, розроблена компанією PocketBook.
В інших країнах ця модель продається під назвою PocketBook X. Модель позиціюється як флагманський варіант із великим екраном.
Це перша модель від PocketBook з екраном 10,3 дюйма й позначка X в назві (римська цифра десять) позначає розмір екрана.

## Зовнішній вигляд
Корпус PocketBook Inkpad X виконаний з пластику та має металеву рамку навколо екрану. 
Задня кришка корпусу пристрою має рифлену поверхню.
Керування PocketBook Inkpad X можна як за допомогою сенсорного екрана, так й подовженими кнопками керування з нижнього боку.

## Технічні особливості
PocketBook Inkpad X має такі особливості:
- Великий екран для читання документів у форматі PDF, креслень, газет, коміксів тощо.
- Більш міцне пластикове покриття екрану за технологією Mobius.
- Тонкий та легкий корпус.
- Регулювання температури підсвічування Smartlight.
- Акумулятор місткістю у 2000 mAh достатньо для читання до 15 тисяч сторінок.
- 32 Гб пам'яті, що дозволяють завантажити до 15 тисяч примірників.
- Підтримка  аудіо файлів у форматах M4A, MP3, M4B, MP3.ZIP.
- Вбудований музичний плеєр.
- Наявність Wi-Fi та Bluetooth.
- PocketBook Cloud (2 ГБ надається безплатно) для зберігання книг.
- Сучасний роз'єм USB Type-C[2].

## Комплектація
Електронна книга, кабель USB Type-C, адаптер USB Type-C, інструкція для користувача, гарантійні документи.